# 역광
역광 또는 콩트르주르(Contre-jour)는 사진기가 광원을 직접 향하는 사진 기법이자 회화 기법과 동일하다.

## 설명
사진에 사용되기 전에는 그림자가 왼쪽에서 왼쪽, 오른쪽에서 오른쪽, 아래쪽 중앙에서 앞쪽으로 떨어지는 상에서 역광이 사용되었다. 피사체의 가장자리에는 놀라운 색상 효과가 나타난다.
역광은 피사체의 후면광을 만들어낸다. 이 효과는 일반적으로 세부 사항을 숨기고 밝은 부분과 어두운 부분의 대비를 더 강하게 하며 실루엣을 만들고 선과 모양을 강조한다. 태양이나 기타 광원은 피사체 뒤에 밝은 점이나 강한 눈부심으로 보이는 경우가 많다. 필 라이트는 카메라를 향하는 피사체의 측면을 조명하는 데 사용될 수 있다. 일반적으로 조명 비율이 16:1 이상일 때 피사체는 실루엣으로 간주된다.

## 같이 보기
- 높은 동적 범위